# Torsten Sandin
Torsten Sandin född 1943 i Umeå, död 2014 i Värmdö, var en svensk bergsingenjör och industriledare.

## Biografi
Sandin avlade bergsingenjörsexamen vid Kungliga Tekniska högskolan 1969. Han blev anställd vid NJA i Luleå som driftsforskare vid stålverket och fick snart ansvar för viktiga investeringsprojekt. 1977 utsågs han till teknikchef för divisionen för halvfabrikat Inom NJA. 1979 utsågs han till chef för metallurgin inom SSAB i Luleå och från 1985 var han divisionschef för all metallurgi det vill säga all ståltillverkning inom SSAB och blev då också platschef för SSAB i Luleå. 1988 blev Sandin VD för SSAB Oxelösund för att 1992 bli VD för AB Tunnplåt som bestod av anläggningarna i Borlänge och Luleå. Han utsågs till koncernchef i SSAB 1998 men tvingades av hälsoskäl avgå 2000.

### Webbkällor
- Minnesord över Torsten Sandin, DN 2014-11-03